# ムサイリマ
詐欺師ムサイリマ（ムサイリマ・アル＝キャッザーブ、アラビア語: مسيلمة الكذّاب, ラテン文字転写: Musaylimah al-Kaḏḏāb）のあだ名で知られるムサイリマ・イブン・シマーマ・ミン・バニー・ハニーファ（アラビア語: مسيلمة بن ثمامة من بني حنيفة, ラテン文字転写: musaylimah b. ṯimāma min banī ḥanīfa）あるいはムサイリマ・イブン・ハビーブ・アル＝ハナフィー（アラビア語: مسيلمة بن حبيب الحنفي, ラテン文字転写: Musaylima ibn Habib al-Hanafi）は、ムハンマド・イブン・アブドゥッラーフの同時代人で、偽の預言者とされる人物。ナジュドのアル＝ヤマーマオアシス出身。バヌー・ハニーファ部族の長。

## 史書の記述
ヒジュラ暦9年から10年ごろ（西暦631年から632年ごろ）、クライシュ族のムハンマドはヒジャーズのすべてのアラブ人部族を平和裏に召集した。呼びかけに応じて集まった部族の最後の一つがバヌー・ハニーファであり、ヤマーマからヤスリブにやって来た10人の使節の一人がムサイリマであった。
Celui-ci (Musaylima) savait que le prophète avait l'habitude de prononcer la maxime suivante : Quand plusieurs hommes voyagent, le meilleur d'entre eux est celui qui sert les autres. Or, en entrant dans Médine, les dix messagers firent halte à Baqî'-al-Gharqad.

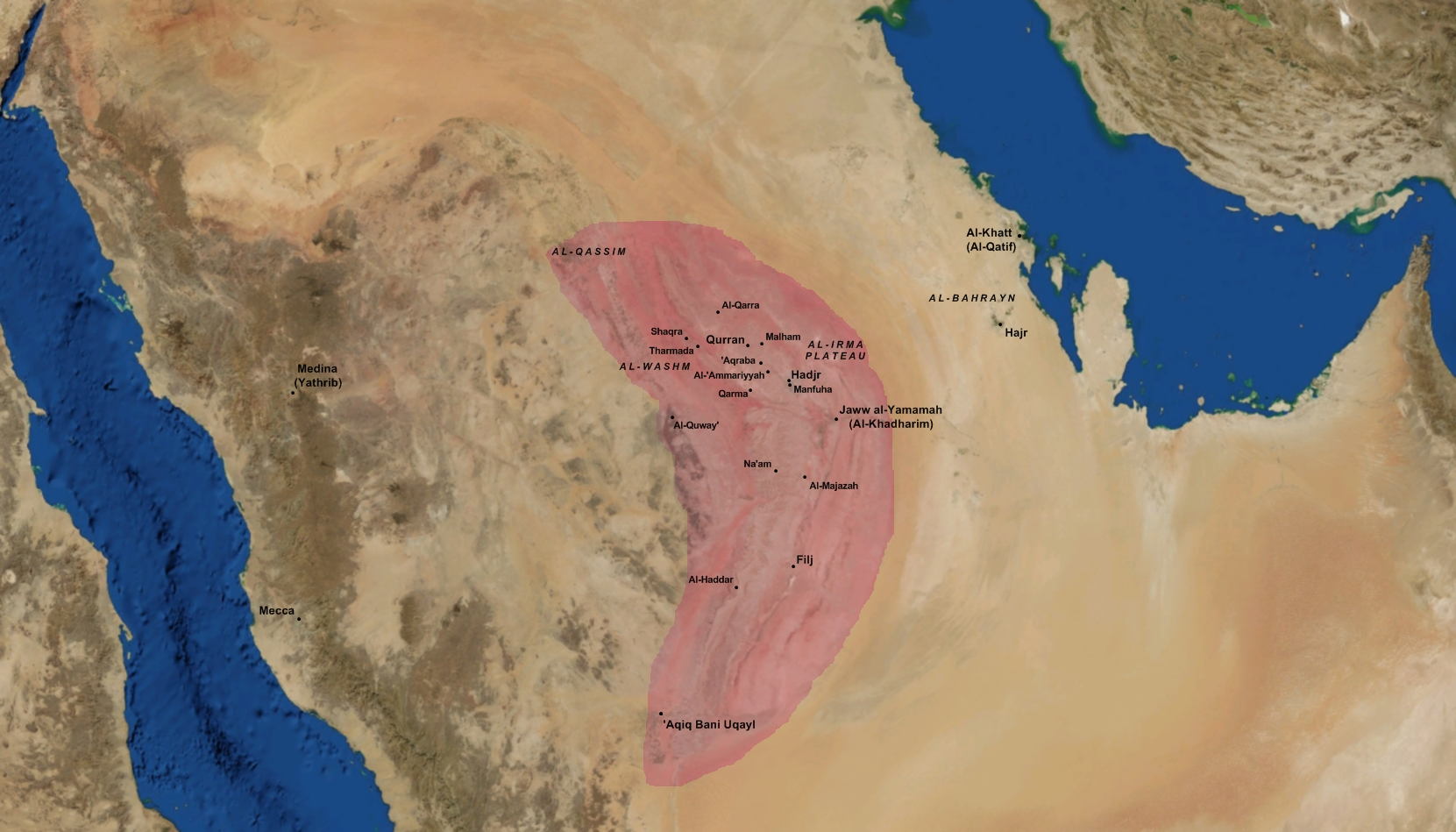
La carte historique d'Al-Yamama décrite par Yaqout al-Rumi et par Al-Hamdānī telle qu'elle était au cours de la période pré-islamique ainsi qu'au début de l'ère islamique.

Musaylima dit à ses compagnons : Allez, moi je resterai ici pour garder vos bagages. Si Mahomet vous demande pourquoi vous n'êtes qu'au nombre de neuf, puisque vous êtes entrés à dix à Médine, répondez-lui que l'un de vous est chargé du service et garde vos bagages. Ces hommes vinrent se présenter au Prophète, qui leur dit : Vous étiez dix lorsque vous êtes entrés dans la ville; qu'est devenu le dixième ? Ils répondirent : Messager d'Allah, il est notre serviteur, il garde nos bagages. Le Prophète, selon son habitude, répliqua : C'est le meilleur d'entre vous. —Tabari (2001). "Mohammed, sceau des prophètes". La chronique, Histoire des prophètes et des rois. Thésaurus. Vol. II. Translated by Herman Zotenberg. Actes-Sud/Sindbad. p. 320-321. ISBN 978-2742-733170。.
こやつ（ムサイリマ）は預言者が常日頃、声を大にして、「何人かで連れ立って旅をするときは、そのうちで最も善き者こそが他の者に尽くす者である」とおっしゃっていたのを知っていた。十人の使節がマディーナに入ろうとしたまさにそのとき、彼らはバキー＝ル＝ガルカドで立ち止まった。ムサイリマは同行の者たちに「先に行ってくれ、わしはここであんたたちの荷物番をしよう」と言った。そして「もしムハンマドがあんたたちに、『町に着いたときには十人だったのに、どうして九人しかいないのか』と聞いたらば、こう答えるんだぞ、『私たちの一人はみなの世話をする役を引き受けて、荷物番をしております』とな。」と言った。この者たちが預言者に面会に行くと、預言者は彼らに聞いた、「あなたがたは町に入ったときには十人だったとお見受けしますが、十人目はいずこにおられますか？」と。九人は答えて曰く、「アッラーフのみ使いよ、あれは私たちに奉仕する者です、私たちの荷物を見張っております」と。すると預言者はいつものように、こう答えた、「その者こそがあなた方の中で最も善き者です」と。—タバリー
9人がムサイリマの近くに戻ってきて、ムハンマドの言葉を繰り返して伝えると、ムサイリマは「この預言者はわしの徳の高さを確かめに来るな」と言った。9人の使節はイスラーム信仰の基礎を授かり、改宗を同胞たちに勧めるためヤマーマに戻った。ヤマーマの人々はムスリムの負うべき義務が厳格にすぎるものと考えていたのである。ムサイリマは自分が他の9人の使節に優越することをムハンマド自身が確認したと嘯いて、自ら預言者を名乗った。彼は韻を踏んだ散文のかたちで辻説法を行い、礼拝は1日3回でいいと言ったり、死後の復活や最後の審判といった概念を教えたりした。彼が自分の部族を越えたところでも改宗者を獲得したかったのかどうかは不明である。ムサイリマは「ヤマーマのラフマーン」（アラビア語: رحمان اليمامة, ラテン文字転写: raḥmān al-yamāma）という名前を名乗り始めた。
西暦632年、ムサイリマはムハンマドに一通の書簡を送る。それには次のように書いてあった。
Moi Musaylima, Rahmân du Yemâma, à Mahomet, fils d’'Abdallah, Messager d'Allah parmi les Quraychites. En ton nom, ô Dieu, secours constant ! Or à moi la moitié de la terre, à toi l'autre moitié. Mais vous, les fils de 'Abdul-Muttalib, vous n'aimez pas le partage équitable.—Tabari. "Mohammed, sceau des prophètes". op. cit. p. 321..
ヤマーマのラフマーンこと、それがしムサイリマは、クライシュ族のアッラーフのみ使いこと、アブドゥッラーフの息子ムハンマドに書を送る。おお神よ、汝の名にかけて、常なる助けを！大地の半分をそれがしが頂戴し、残りの半分をそなた等、アブドゥルムッタリブの息子等に。そなた等はこの公平な分割を好まぬか。—タバリー
ムハンマドはこの手紙を読んだ後、その内容を賛美した（ムサイリマからの）使者の意見を問い質し、「もしもあなた方が（ムサイリマの）代理人でなかったならば、殺すこともなかったのですが」と言い、次のように返事の文を書いた。
Moi Mahomet, Messager de Dieu, à Musaylima, le menteur. Au nom du Dieu Clément et Miséricordieux. Or la terre est à Dieu, Il en donne la possession à qui il veut parmi ses serviteurs. La récompense finale sera à ceux qui le craignent. —Tabari. "Mohammed, sceau des prophètes". op. cit. p. 322..
神の使者たるわたくし、ムハンマドより、嘘つきムサイリマへ。大慈大悲なる神のみ名において。大地は神に属し、神はそれを、神の僕たらんとする者のうち神が望み給う者にこそ与えるのである。神を畏れる者にぞ報いあらん。—タバリー
ムサイリマの面立ちは、ムハンマドに似ていたという伝承が複数ある。

### サジャーフとの連合
ムハンマドが亡くなると、ムサイリマは「（大天使の）ジブリールがわしを探しにやってきて、大地のすべてを任せる使命があるとの預言をしてくれたぞ」と言った。ムサイリマはムハンマドに代わってウンマを率いるアブー・バクルに敵対する賭けに出た。そして、カリフが差し向けた大将、イクリマ・イブン・アビー・ジャハルを敗走せしめた。アブー・バクルはそこで、ハーリド・イブヌル＝ワリードにムサイリマを討たしめた。
バヌー・タミーム部族のタグリブ家のサジャーフという女性（サジャーフ・ビント・アル＝ハーリス・ビン・スワイド・アッ＝タグリビーヤ、アラビア語: سجاح بنت الحارث بن سويد التغلبية, ラテン文字転写: sajāḥ bint al-ḥāriṯ ben suwayd at-taḡlibīya）が、当時、反イスラーム勢力として台頭していた。彼女はアル＝マゥスィル（現イラク北部のモースル）生まれの、元はキリスト教徒であったが、神より啓示を受けたとしてイスラーム教とキリスト教が混淆した、一種のシンクレティスムを宣布していた。アブー・バクルに対抗するため、同盟者を探していたこの女預言者は、軍勢を引き連れてアル＝ヤマーマに向けて動き出した。この動きには、ムサイリマよりも、ムサイリマを見つけ出そうとその周辺にいたハーリド・イブン・アル＝ワリードのほうが驚いた。ムスリム軍は対決を避けるため、2日行程の所まで退いた。アル＝ヤマーマの城に立て篭もっていたムサイリマは、サジャーフからの使いを迎え入れるため、町の外に幕屋を張った。サジャーフはこの幕屋でムサイリマと3日間を共に過ごし、野原で婚姻の契りを交わした。それにもかかわらずムサイリマは、できればサジャーフがアル＝ヤマーマの周りから去ることを考慮に入れてほしがった。サジャーフは、国の収益の半分を受け取るという確約を得て、手勢を連れてアル＝マゥスィルに引き返すことに合意した。ところがその手勢は来たときより弱体化していた。というのも、バヌー・タミーム部族に属する者が多くサジャーフを見限ったからであった。彼女はそれでもタグリブ家に留まり、ムスリム軍により殺された。
バヌー・タミーム部族はアブー・バクルとハーリド・イブヌル＝ワリードの反撃を恐れていた。ハーリドはアブー・バクルに使いを送り、彼らの立場を弁護した。カリフにはバヌー・タミームを許す用意があったが、ウマル・イブヌル＝ハッターブが口を挟み、調印するところまで来ていた取引を御破算にした。ウマルは、敵を選別し、背教者には死をもって報いるよう、ハーリド・イブヌル＝ワリードに命じる手紙を書くことをカリフに要求した。こうしてハーリドは、息をひそめて城に立て篭るムサイリマをそのままに、バヌー・タミームを討つ戦いに関わることとなった。

### ムサイリマの死
ムスリム軍はバヌー・タミーム部族への遠征を行ったあと、ムサイリマが立て篭るアル＝ヤマーマに戻ってきた。カリフの軍勢が到着するとムサイリマは城を出ることを決心し、「ラフマーンの園」と名付けた高い壁で囲まれた果樹園に手勢を集めた。その果樹園は戦闘ののち、「死の園」と呼ばれるようになる.。
戦闘の形成はハーリド・イブヌル＝ワリード方に悪くすすみ、最初の局面で950人のムスリム兵が斃れた。ハーリドはムハージルーンの中からアンサールたちを分離し、残りを手勢とすることにした。というのも、彼らの中には逃亡したがっている者がいることを知っていたからである。各クランが勇気を示さんとし、カリフの軍が果樹園に逃げん込んだムサイリマの兵士たちに突撃した。さらに200名のムスリムが、果樹園に入ろうとするところで中から攻撃を受け、死んだ。ウマルの異母兄弟のザイド・イブヌル＝ハッターブがムスリムたちを鼓舞した。ザイドは自らが殺されるその時まで奮戦した。一方のムサイリマは、ワフシー・イブン・ハルブが投擲した槍を受け、胸当てを貫かれて死んだ。

## 歴史学
ムサイリマはムハンマドの前後に輩出した偽預言者の一人とされる。ムサイリマは軽蔑を表す縮小形であり、本来の名前はおそらくマスラマ（maslama）と推定されている。